# Elena de Romania
Elena de Romania (romanès: Elena a României)  (Montchoisi Clinic, 15 de novembre de 1950) és la segona filla de rei Miquel I i de reina Anna de Romania. Actualment és la primera en la línia de successió a l'antic tron romanès i cap de la Casa de Romania, atès que la seva germana gran Margarida no hi té cap problema.

## Biografia

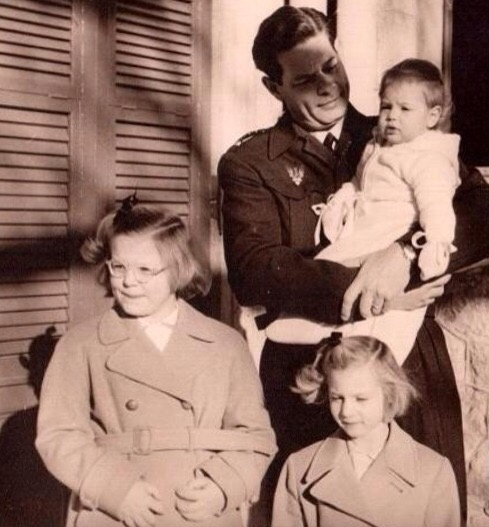
Elena (esquerra) amb les seves dues germanes menors, Irina (dreta) i Sophie en mans del seu pare

Elena va néixer el 15 de novembre de 1950 a la Clinique de Montchoisi de Lausana, Suïssa, com a segona filla del rei Miquel I i de la reina Anna. La van batejar amb la fe ortodoxa les seves padrines eren la seva àvia paterna Helena de Grècia, la reina mare de Romania (que també era el seu homònim) i també la reina Maria del Regne Unit.
Infància
Elena va passar la seva infància a les seves cases familiars a Lausana, Suïssa, i al Regne Unit a Ayot House, St Lawrence, Hertfordshire; durant les vacances, ella i les seves germanes passaven temps amb la seva àvia, Helena, la reina mare a Florència, Itàlia, a Villa Sparta i a Dinamarca amb la princesa Margarida i el príncep René. El seu pare els va explicar a ella i a les seves germanes "històries fascinants d'una pàtria que no podien visitar".
Educació
Va rebre la seva educació primària a Suïssa i la seva secundària a Effingham House a Little Common, Bexhill-on-Sea, East Sussex; era aficionada a l'esport durant els anys escolars, jugant a la defensa de porteries a l'equip de netball.

## Carreres professionals
A mitjan anys setanta, Elena va ensenyar a Londres a nens discapacitats durant un breu període i, després de marxar, va començar un curs de restauració d'art de dos anys. En acabar el curs va començar en una empresa de restauració d'art a Londres.

## Activitats
Als anys vuitanta, Elena, juntament amb el seu primer marit, Robin Medforth-Mills, van iniciar un projecte per formar 45 refugiats etíops discapacitats en impressió, enquadernació de llibres i marroquineria. El 1982 Elena va fundar una escola internacional a Gezira, Sudan.
El 1990 juntament amb el seu primer marit, l'aleshores senyor alcalde de Newcastle, Terry Cooney, i Harry Charrington va ser membre fundador del North-East Relief Fund per a Romania, que va ajudar les víctimes del règim de Ceausescu.
El 26 de juny de 2011, Elena i el seu segon marit, Lord Alexander Nixon, van visitar el Queen Elizabeth Sixth Form College de Darlington, al comtat de Durham, Anglaterra per lliurar guardons als estudiants que van anar a Romania per treballar voluntàriament i ajudar a construir i reparar habitatges a Brașov., un projecte basat en la comunitat gitana.
El 3 d'octubre de 2011, Elena va assistir al centenari commemoratiu dels viatges històrics occidentals d'Abdu'l-Bahá a Londres, com a besneta de la reina Maria que s'havia convertit a la fe bahá'í, Elena va parlar de com era el baháí de la seva àvia el llegat l'ha inspirat a ajudar els que ho necessiten.
El 25 d'abril de 2012, per a les festes del Jubileu del Diamant de la reina Isabel II, Elena i el seu segon marit van inaugurar la sala de tes Royal: l'única sala de te Royal del Regne Unit a Stanhope, al comtat de Durham. Després de la inauguració, el 19 de maig, Elena juntament amb el rei Miquel I, la princesa Margarida, el seu cunyat el príncep Radu, el seu marit Alexander Nixon i el seu fill el príncep Nicolau van assistir a una desfilada militar al gran parc de Windsor i a una festa al jardí a Windsor organitzada pel príncep Andreu, duc de York i el príncep Eduard, comte de Wessex.
Elena també assisteix cada any al banquet del Guild of Freemen of the City of London i de la delegació de l'Orde Constantiniana de dos sagrats militars sicilians de Sant Jordi a Londres.

## A Romania
Després de 50 anys d'exili de la família reial romanesa de Romania, el 1990, les germanes d'Elena, la princesa heredità Margareta i la princesa Sophie, van visitar Romania per primera vegada després de la revolució romanesa i el derrocament del dictador comunista Nicolae Ceaușescu. Elena juntament amb la família reial hi va participar per ajudar els romanesos.
La primera aparició oficial d'Elena a Romania va ser el 19 d'abril de 1992 el dia de Pasqua juntament amb l'ex rei Miquel I, la seva dona Anne, el seu primer marit Robin Medforth-Mills i el seu fill Nicholas, on es van reunir amb centenars de milers de seguidors; Elena i el seu fill Nicholas van agitar la famosa bandera reial des d'un balcó a la plaça de la Revolució. Ella va venir una altra vegada el dia de Nadal de 1997, quan tota la família reial va posar un peu a Romania per primera vegada després de 50 anys d'exili.
Des de la seva primera visita, Elena va visitar de tant en tant Romania per reunions familiars i en grans ocasions com per exemple la celebració del 60è aniversari de la princesa heredità Margareta i la celebració del 90è aniversari del rei Miquel I. També va augmentar les seves activitats a Romania assistint a cerimònies d'investidura, presentant premis, llançaments de llibres i reunions de Nadal.
La princesa Elena va estar present a la capella ardent del rei Miquel I el desembre de 2017 i l'reina Anna l'agost de 2016 (celebrada primer al castell de Peles i després a la sala del tron del Palau Reial en ambdós casos), als seus funerals públics a Bucarest i als seus enterraments a Curtea de Argeș.
Actualment, Elena passa bona part del seu temps entre Gran Bretanya amb el seu segon marit Alexander i la seva filla Elisabeta-Karina a la seva finca a Easington, al comtat de Durham i en menor mesura a Romania al palau Elisabeta.

## Matrimoni
Primer matrimoni
El 20 de juliol de 1983, es va casar amb el doctor Robin Medforth-Mills (1942-2002) en una cerimònia civil a Durham, Anglaterra. El 24 de setembre de 1983 es van casar en una cerimònia reial en una església ortodoxa grega a Lausana, Suïssa. La festa del casament incloïa el rei Miquel I, el seu cosí l'exrei Constantí II de Grècia i la seva dona l'reina Anna-Maria, que servien de Koumbaros ; entre les dames d'honor es trobaven la seva germana menor la princesa Maria, els seus cosins segons la princesa Àlexia de Grècia i Dinamarca i la princesa Mafalda de Savoia; i també Fabiola Fruchaud. Elena i Robin van tenir dos fills.
- Michael de Roumanie Medforth-Mills Hospital La Tour, Meyrin, Ginebra, Suïssa, 1 d'abril de 1985),[36] anteriorment SAR el príncep Nicolau de Romania. Es va casar amb Alina Maria Binder, periodista romanesa, en una cerimònia civil el 6 d'octubre de 2017 a Henley-on-Thames.[37] El 30 de setembre de 2018 la parella es va casar religiosament a l'església de Saint Elijah a Sinaia i la festa va tenir lloc al casino de Sinaia.[38]
- Elisabeta Karina de Roumanie Medforth-Mills Princess Mary Maternity Hospital, Newcastle-upon-Tyne, Anglaterra, 4 de gener de 1989), fillola de la novel·lista Catherine Cookson. 2a fila al desaparegut tron després de la seva mare.[cal citació]

La família vivia a Flass Hall, Esh Winning, Durham. Es van divorciar el 28 de novembre de 1991 després de vuit anys de matrimoni.
Segon matrimoni
Elena es va tornar a casar el 14 d'agost de 1998 en una cerimònia civil a Peterlee amb Alexander Philips Nixon McAteer (n. 22 d'octubre de 1964). El matrimoni va ser privat i va assistir la família reial romanesa, la mare del nuvi i amics íntims. Al nuvi se li va donar l'estil Sa Excel·lència Domnul Alexander McAteer. Per raons profundament personals, Alexander va canviar el seu cognom per Nixon. És un cavaller de la Sagrada Orde Militar Constantiniana de Sant Jordi, i té diverses decoracions romaneses. S'ha negat constantment a prendre cap títol reial.
Elena i Alexander es van casar religiosament a la catedral de la Coronació a Alba Iulia, l'11 de setembre de 2013, en privat.

## Honors

### Dinàstic
- Casa de Romania:
  - Cavaller Gran Oficial de l'Orde de Carol I[41][42]
  - Cavaller Gran Creu de l'Orde de la Corona[28]
  - Cavaller de la Reial Decoració del Custodi de la Corona de Romania, 1a classe
- Casa de Borbó-Dues Sicílies:
  - Destinatari de la Medalla Castroan-Dos Siciliana Militar de l'Ordre Constantiniana de la Medalla Sant Jordi Benemerenti, 1a classe[43]
  - Cavaller Gran Creu de l'Orde Reial de Francesc I[44]
- Casa de Montenegro: Cavaller Gran Creu de l'Ordre Reial del Príncep Danilo I, classe especial[45][46]